# Киевский археологический институт
Киевский археологический институт (КАИ, укр. Київський археологічний інститут) — высшее учебное многопрофильное учреждение для подготовки археологов, архивистов, музееведов, библиотековедов и этнографов. Действовал в Киеве в 1918—1924 годах.
Идея создания на территории Украины археологического института возникла в конце XIX века, однако была воплощена в жизнь только после революции 1917 года. Институт был создан осенью 1918 года после длительного подготовительного периода (разрешение было получено ещё в 1917 году) — на правах частного учебного заведения с двумя отделениями (археологическое с историей искусств и археографическое) во главе с профессором М. Довнар-Запольским (его преемниками на посту ректора были М. Гуля, С. Маслов, Ф. Шмит). Неизменным учёным секретарём была Н. Полонская-Василенко.
В июле 1920 года институт был закрыт как самостоятельное учебное заведение, реформирован и подчинён ВУАН. С осени 1921 года обучение возобновилось на археологическо-искусствоведческом, историко-литературном, а затем — этнографическом отделении. 15 ноября 1922 коллегия Главного Комитета специально-научного и профессионально-технического образования Наркомпроса Украины предоставила институту статус Киевских археологических курсов при кафедре искусствоведения с платным обучением. В августе 1924 года институт был ликвидирован.
На протяжении существования института в нём постоянно менялись не только количество отделений, но и концепция его деятельности: из двух первых отделений сначала выделился отдел истории искусств, позже было создано этнографическое отделение.
В институт (действительными слушателями) принимали юношей и девушек, окончивших высшее учебное заведение или учащихся на последних курсах. На первом курсе студенты слушали лекции, на втором — работали по семинарской системе, третий год предназначался для написания диссертации и защиты её перед научным советом института.
В институте преподавали: М. Довнар-Запольский, С. Маслов, Ф. Шмит, В. Базилевич, А. Грушевский, В. Романовский, В. Кордт, Н. Беляшевский, А. Покровский и другие.
В институте учились: Л. Динцес, М. Новицкая, Н. Коцюбинская и другие.